# Pozdrav Suncu
Pozdrav Suncu je instalacija arhitekta Nikole Bašića postavljena u Zadru.

## Smještaj
Pozdrav Suncu nalazi se u zadarskoj luci, na zapadnoj točki zadarskog poluotoka, neposredno uz Morske orgulje. S ovog se mjesta pruža pogled na Zadarski kanal, otoke i na zalazak Sunca, čija je ljepota u Zadru posebno poznata. Ovim zahvatom u obalni prostor, Zadar je dobio novo mjesto okupljanja, ali i turističku znamenitost.

## Osnovni podaci
Pozdrav Suncu sastoji se od tri stotine solarnih panela postavljenih u istoj razini s kamenim popločenjem rive u obliku kruga promjera 22 metra. Osim Sunca gledajući od zapadne strane, a poviše Morskih orgulja nalaze se i ostali planeti Sunčevog sustava. Veličine ploča Sunca i planeta su proporcionalne, kao i udaljenosti središta svake ploče same za sebe, no oboje istovremeno nisu, jer bi planeti morali biti udaljeni od nekoliko stotina metara do nekoliko desetaka kilometara od Sunca na instalaciji. Ispod staklenih ploča nalaze se fotonaponski solarni moduli preko kojih se ostvaruje simbolična komunikacija s prirodom, s ciljem da se, kao i s Morskim orguljama, ostvari komunikacija - tamo zvukom, a ovdje svjetlom.
U kromirani prsten koji okružuje ploče s fotonaponskim modulima, upisana su imena zadarskih svetaca. Pokraj njihovih imena i datuma na koji se slave upisana je deklinacija sunca sjeverno ili južno od ekvatora (DEC-minimalno -23 stupnja do maksimalno 23 stupnja), visina Sunca u meridijanu na taj datum (ASM - Altitudo Soles im Meridien) i trajanje Sunčeve svjetlosti na taj blagdan (npr. 15:10:12) čime instalacija postaje svojevrsni kalendar. Taj je astronomski dio napravljen uz stručnu pomoć dr. Maksima Klarina, profesora u Pomorskoj školi Zadar.
Istovremeno sa zalaskom Sunca uključuju se i rasvjetni elementi ugrađeni u krug, te po posebno programiranom scenariju proizvode iznimno dojmljivu svjetlosnu igru. Vrijeme uključivanja i isključivanja instalacije odredio je dr. Klarin, i to za narednih 50 godina. 
Instalacija je koštala 8 milijuna kn (bez PDV-a), a cjelokupno uređenje okoliša u njenoj blizini 50 milijuna kuna.

### Energetsko značenje
Fotonaponski solarni moduli danju apsorbiraju Sunčevu svjetlosnu energiju, pretvarajući je u električnu i predajući je u distributivnu naponsku mrežu. Očekuje se da će čitav sustav godišnje proizvoditi oko 46.500 kWh, čime postaje malena elektrana.
Energetsko značenje je samo simbolično, jer se energija uložena u proizvodnju modula i cjelokupne instalacije ne može isplatiti tijekom životnog vijeka instalacije. Svejedno, instalacija se isplaćuje na specifičan način, privlačeći velik broj turista u grad.

## Vandalizmi
U nekoliko navrata uočena su oštećenja (napuknuća solarnih ploča) na instalaciji, i to najviše na Suncu na kojem je oštećeno 12 ploča te na pločama koje predstavljaju Jupiter i Saturn. Prvo se smatralo da su napuknuća uzrok udarca metalnim predmetom po pločama jer su ploče nosivosti oko 400 kilograma i jako ih je teško razbiti. Slučajnom snimkom s trajekta na relaciji Preko - Zadar se otkrilo da je uzrok jednog od napuknuća prelazak dostavnog vozila težine oko 3500 kilograma preko Sunca i Jupitera koje je svojom težinom uzrokovalo napuknuće nekoliko ploča. Taj dokaz potvrdio je priče građana koji žive u neposrednoj blizini da u noćnim satima pojedinci prelaze preko tog dijela rive automobilima. Nakon ovih oštećenja Grad Zadar je, uz nadzornika, uveo i nadzorne kamere koje koje će 24 sata dnevno nadzirati instalaciju.
U lipnju 2009. godine tvrdim predmetom smrskane su četiri ploče, u noćima oko 8. kolovoza još dvije.

## Planeti Sunčevog sustava u Pozdravu Suncu
- Merkur
- Venera
- Zemlja
- Mars
- Jupiter
- Saturn
- Uran
- Neptun

## Vanjske poveznice
|  | Zajednički poslužitelj ima još gradiva o temi Pozdrav Suncu |

- Pozdrav Suncu  Arhivirana inačica izvorne stranice od 20. travnja 2008. (Wayback Machine)